# Барбалос
Барбалос (ісп. Barbalos) — муніципалітет в Іспанії, у складі автономної спільноти Кастилія-і-Леон, у провінції Саламанка. Населення — 85 осіб (2010).
Муніципалітет розташований на відстані близько 190 км на захід від Мадрида, 39 км на південний захід від Саламанки.
На території муніципалітету розташовані такі населені пункти: (дані про населення за 2010 рік)
- Алькасарен: 6 осіб
- Барбалос: 34 особи
- Корраль-де-Гарсіньїго: 19 осіб
- Гарсіньїго: 0 осіб
- Ондура: 20 осіб
- Моралеха-де-Уебра: 6 осіб

## Демографія
Динаміка населення (INE ):

## Зовнішні посилання
- Провінційна рада Саламанки: індекс муніципалітетів [Архівовано 23 квітня 2009 у Wayback Machine.]
- Посилання на Google Maps